# Voseo

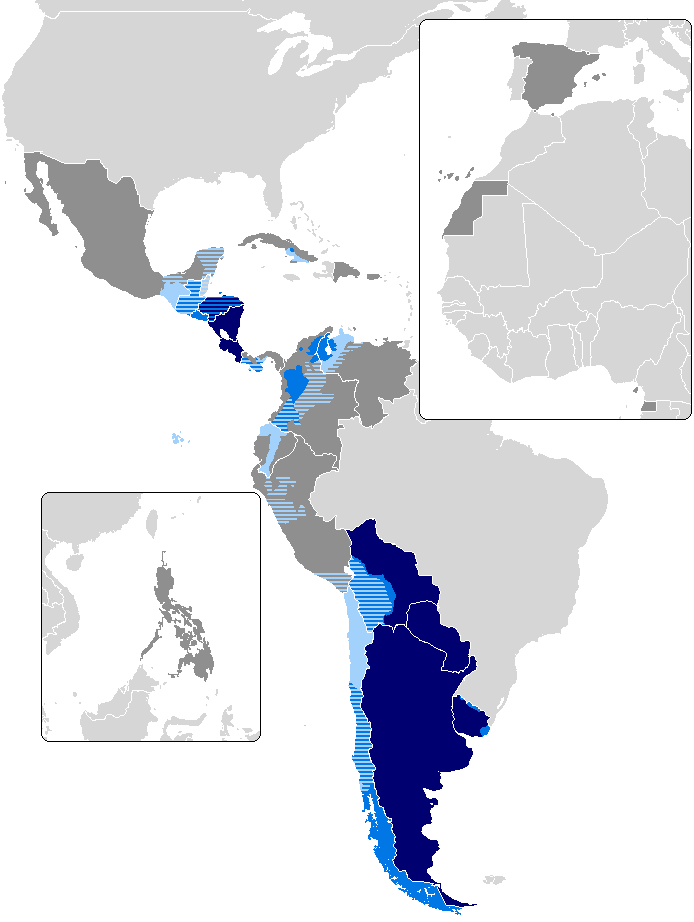
Países com o uso do voseo.
Azul escuro: países ou regiões que usam "vos" na fala e na escrita.
Azul médio: países ou regiões onde "vos" é predominante mas não intensivo.
Azul fraco: países ou regiões onde o uso do "vos" coexiste com "tú" ou é considerado vulgar.
Cinza: países ou regiões onde a presença do "vos" é praticamente inexistente.

Voseo é a denominação dada ao uso do pronome da segunda pessoa do plural vos em vez de tú na língua castelhana (espanhol).
O vos é usado extensivamente como primeira forma de segunda pessoa no singular na região do Rio da Prata (centro e sudeste da Argentina, Uruguai), no Paraguai, na Guatemala, em El Salvador, na Nicarágua, em Honduras, na Costa Rica e nas Filipinas.
Esse pronome também é amplamente usado na Bolívia, porém a mídia usa mais o pronome tú .
Vos tradicionalmente não é usado na escrita, exceto na Argentina e Uruguai. Isso está gradualmente mudando na América Central, onde até as mais prestigiadas redes de comunicação estão começando a usar o pronome "vos", refletindo a forma informal em espanhol em oposição ao forma formal "usted" (você, o senhor). Ocorre particularmente na Nicarágua e algo similar — mas em escala menor — na Costa Rica, Honduras, Guatemala e El Salvador que falam o dialeto espanhol da América Central. Atualmente é muito comum ver cartazes e outras formas de publicidade usando o pronome "vos'. No dialeto espanhol da Argentina e Uruguai (conhecido como rio-platense), o vos é também padrão na televisão (assim como o "você" na televisão brasileira, excluindo as regionais).
O uso Vos também está presente em outros países mas é regional, como na Venezuela e em Chiapas, o estado mais meridional do México, em vários departamentos da Colômbia, e em partes do Equador. No Peru, o voseo está presente em algumas regiões andinas e em Cajamarca, mas as gerações mais novas têm diminuído seu uso.

## História
Originalmente uma segunda pessoa do plural, Vos era uma forma mais cortês de segunda pessoa do singular que passou a ser uma forma a ser usada entre amigos e familiares. O seguinte extrato de um livro do final do século XVIII ilustra o uso de "vos" no momento:
Nós raramente fazemos uso em espanhol da segunda pessoa do singular, exceto através de uma grande familiaridade entre amigos, ou falando com Deus; também maridos e mulheres entre si, ou quando pais se referem à seus filhos, ou funcionários. Exemplos: O Dios, sois vos mi Padre verdadero. "Ó Deus, tu és meu pai verdadeiro"; Tu eres un buen amigo, "Tu és um bom amigo".
A forma correta de se referir a uma pessoa que não se está familiarizado seria: "vuestra merced" ("vossa mercê") no singular, e "vuestras mercedes" ("vossas mercês") no plural. Essas formas levam o verbo na terceira pessoa (como "você" e vocês" em português). Outras maneiras formais de referência incluem "vuestra excelencia" (abreviado como ussencia)e "vuestra señoria" (abreviado como ussia). Hoje, tanto "vos" como "tú" são considerados pronomes de tratamento informal, sendo "vos" um sinônimo de "tú" em regiões onde ambos os pronomes são usados. Essa era a situação quando o espanhol foi trazido à área do Rio da Prata  (em volta de Buenos Aires e Montevidéu) e ao Chile.  Com o tempo, "vos" não foi mais usado na Espanha, mas sobreviveu na Argentina, Costa Rica, Paraguai, Uruguai, Guatemala, Nicarágua, e muitos outros países e regiões da América Latina, enquanto "vuestra merced" tornou-se "usted" ("você") (vuestra merced > usarced > usted, atualmente, "usted" ainda é abreviado como Vd ou Ud).  Nota que o termo "vosotros" é a combinação de "vos otros" (vós outros) e nosotros, a combinação de "nos otros"; o termo "Outros" foi adicionado para evitar confusões.